# Prasinocyma obsoleta
Prasinocyma obsoleta là một loài bướm đêm trong họ Geometridae.